# Gabriele Heß
Gabriele Heß (Lipsia, 1º aprile 1971) è un'ex fondista tedesca.
Fino alla riunificazione della Germania (1990) gareggiò per la nazionale tedesca orientale.

## Biografia
In Coppa del Mondo ottenne il primo podio, nonché primo risultato di rilievo, il 15 gennaio 1989 a Klingenthal (2ª).
In carriera prese parte a un'edizione dei Giochi olimpici invernali, Albertville 1992 (16ª nella 5 km, 15ª nella 30 km, 14ª nell'inseguimento, 8ª nella staffetta), e a due dei Campionati mondiali (5ª nella staffetta a Val di Fiemme 1991 il miglior risultato).

## Palmarès

### Coppa del Mondo
- Miglior piazzamento in classifica generale: 12ª nel 1991
- 2 podi (entrambi individuali[1]):
  - 2 secondi posti